# رایان فیلیپ
متیو رایان فیلیپ (به انگلیسی: Matthew Ryan Phillippe) بازیگر و تهیه‌کننده آمریکایی است.

## زندگی شخصی
فیلیپ در نیوکاسل، دلاویر زاده شد. مادرش، سوزان، یک مرکز مراقبت روزانه را اداره می‌کرد، و پدرش ریچارد فیلیپ شیمیدان بود. فیلیپ سه خواهر دارد، او فرانسوی‌تبار است. او از دانشگاه مسیحی ویلمینگتون، دلاویر فارغ‌التحصیل شده‌است.
در سال ۱۹۹۷، فیلیپه برای تولد ۲۱ سالگی ریس ویترسپون دعوت شد و با هم آشنا شدند. سال بعد، این زوج در فیلم مقاصد بی‌رحمانه با هم بازی کردند. فیلیپ و ویترسپون در ۵ ژوئن سال ۱۹۹۹ در یک مراسم کوچک در Old Wide Awake Plantation در نزدیکی چارلستون، کارولینای جنوبی، هنگامی که ویترسپون شش‌ماهه باردار بود ازدواج کردند. فیلیپ و دختر ویترسپون، آوا الیزابت فیلیپ، به نام بازیگر آوا گاردنر، در۹ سپتامبر ۱۹۹۹ زاده شد و نام گذاری شد. پسر آنها در سال ۲۰۰۳ زاده شد.

## فیلم‌شناسی
| سال  | عنوان                                 | نقش                             | یادداشت |
| ---- | ------------------------------------- | ------------------------------- | ------- |
| ۱۹۹۵ | جزر و مد سرخ                          | سیمن گراتن                      |         |
| ۱۹۹۶ | طوفان سفید                            | گیل مارتین                      |         |
| ۱۹۹۷ | پسر آبی کوچک                          | جیمی وست                        |         |
| ۱۹۹۷ | من می‌دانم در تابستان گذشته چه‌کار کردی | باری ویلیام ککس                 |         |
| ۱۹۹۸ | ۵۴                                    | شین اوشی                        |         |
| ۱۹۹۸ | بازی با قلب                           | کینان                           |         |
| ۱۹۹۸ | میراث مالکوم                          | هارلان دیکسرا                   |         |
| ۱۹۹۹ | مقاصد بی‌رحمانه                        | سباستین ولمونت                  |         |
| ۲۰۰۰ | راه اسلحه                             | پارکر                           |         |
| ۲۰۰۱ | ضد انحصار                             | میلو هافمن                      |         |
| ۲۰۰۱ | کارمند شرکت                           | پترو                            |         |
| ۲۰۰۱ | گاسفورد پارک                          | هنری دنتون                      |         |
| ۲۰۰۲ | ایگبی به پایین می‌رود                  | اولیور "اولی" اسلوکامب          |         |
| ۲۰۰۳ | درون من                               | سیمون کابل                      |         |
| ۲۰۰۵ | تصادف                                 | افسر تامی هانسون                |         |
| ۲۰۰۶ | پرچم‌های پدران ما                      | جان برادلی                      |         |
| ۲۰۰۶ | پنج انگشت                             | مارتجین                         |         |
| ۲۰۰۶ | آشوب                                  | بازرس شان دکر                   |         |
| ۲۰۰۷ | شکاف                                  | اریک نیل                        |         |
| ۲۰۰۸ | حد ضرر                                | گروهبان براندون گینگ            |         |
| ۲۰۰۸ | فرانکلین                              | جاناتان پریست                   |         |
| ۲۰۱۱ | برپایی                                |                                 |         |
| ۲۰۱۱ | وکیل لینکلن                           |                                 |         |
| ۲۰۱۳ | شاگرد اول                             |                                 |         |
| ۲۰۱۴ | با خونسردی بکش                        | ریگان پیرس                      |         |
| ۲۰۱۴ | بازپس‌گیری                             |                                 |         |
| ۲۰۱۵ | بازگشت به فرستنده                     |                                 |         |
| ۲۰۱۷ | برفراز آرزو                           |                                 |         |
| ۲۰۲۰ | دومین                                 | سرگرد ویکتور ماروین "ویک" دیویس |         |
| ۲۰۲۱ | بانوی مانور                           | تانر وادسورث                    |         |
| ۲۰۲۱ | آخرین فرصت                            | جک یورک                         |         |
| ۲۰۲۲ | قاتل آمریکایی                         |                                 |         |
| ۲۰۲۲ | برخورد                                |                                 |         |
| ۲۰۲۲ | تب قله                                |                                 |         |
| ۲۰۲۳ | قفل‌ساز                                | میلر گراهام                     |         |
| ۲۰۲۳ | قربانی میراندا                        | جان جی. فلین                    |         |
| ۲۰۲۴ | طعمه                                  |                                 |         |